# Échecs Yalta
Pour les articles homonymes, voir Yalta (homonymie).
 (février 2022).
Si vous disposez d'ouvrages ou d'articles de référence ou si vous connaissez des sites web de qualité traitant du thème abordé ici, merci de compléter l'article en donnant les références utiles à sa vérifiabilité et en les liant à la section « Notes et références ».
Les échecs Yalta constituent une variante de jeu d'échecs permettant de jouer à trois joueurs.

## Règle du jeu[1]
Nous remarquons que les cases ont une forme quadrilatérale et que les notions de côtés opposés et de sommets opposés sont conformes à la géométrie classique.

### Position de départ et tour de jeu

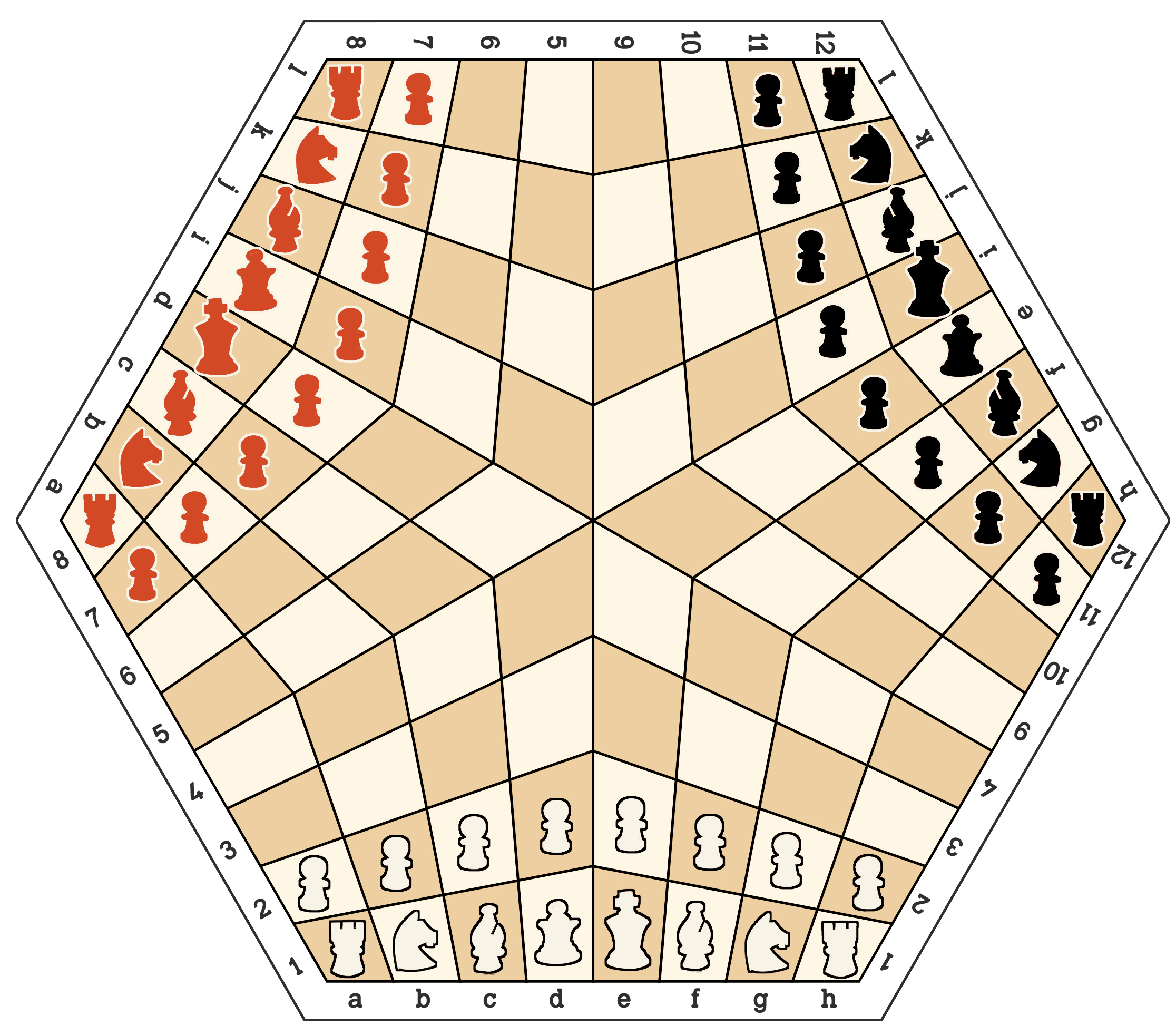
Placement de départ des pièces

Les joueurs se positionnent de façon à avoir une case blanche sur leur droite, comme dans un jeu classique. Le placement des pièces est alors conforme au jeu d'échecs traditionnel à la différence près que la reine est toujours à la gauche du roi. La règle « reine sur sa propre couleur » n’est donc plus applicable (d'autant plus qu'il y a une reine rouge). On remarque qu'alors les trois rois sont toujours sur une case noire et les trois reines sur une case blanche.
Il semblerait qu'il y ait deux positions de départ possibles selon que, lorsqu'on parcourt les camps dans l’ordre (blanc, rouge, noir) on tourne dans le sens des aiguilles d'une montre ou que l'on tourne dans le sens antihoraire.
Quelle que soit la position des couleurs, les Blancs jouent en premier, les Rouges suivent et les Noirs enchaînent et ainsi de suite. Selon la position de départ, ils joueront donc à tour de rôle en tournant dans le sens des aiguilles d’une montre ou dans le sens antihoraire.

### Déplacement de la tour

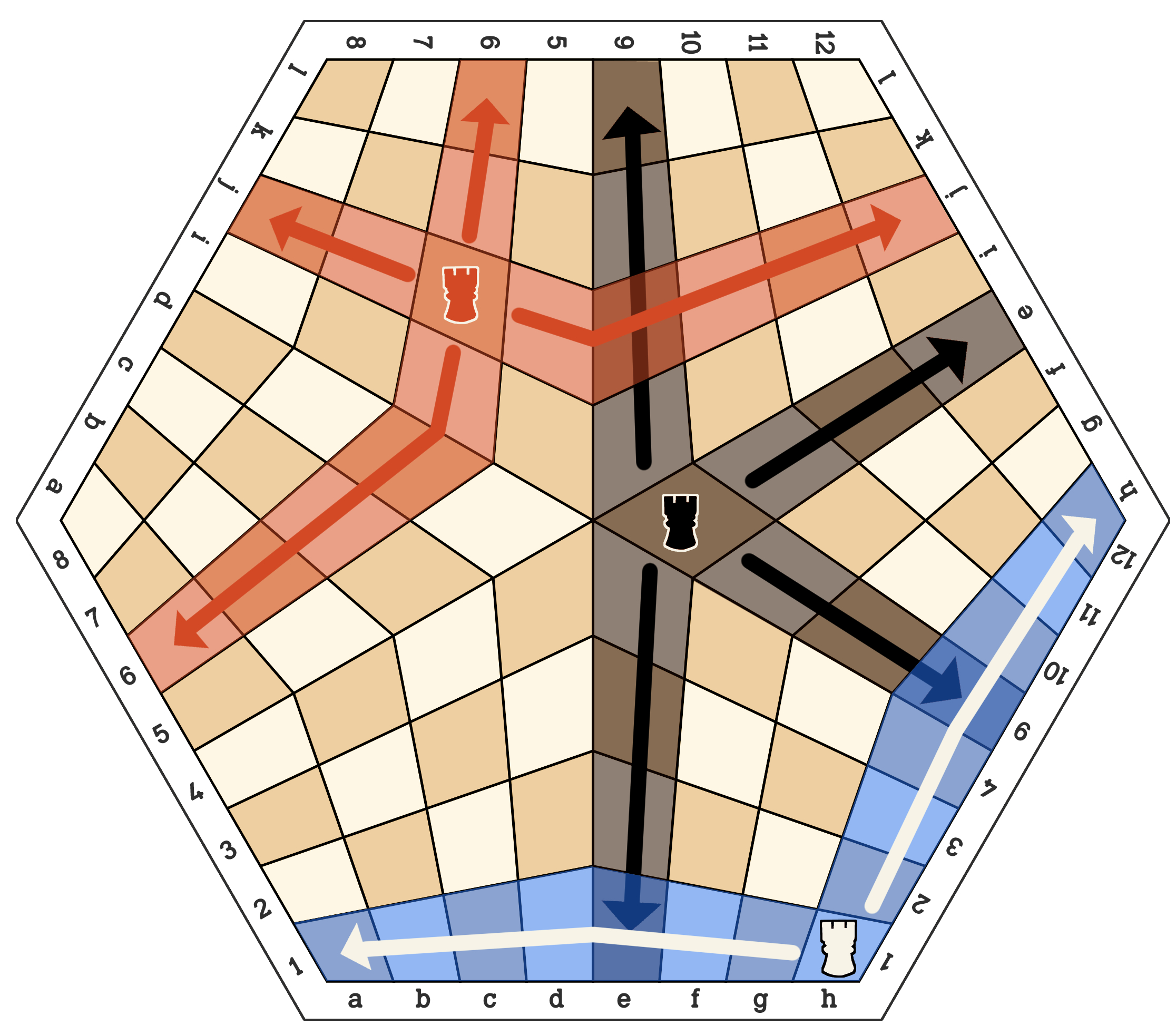
Possibilités de déplacement des tours selon leur position

La tour traverse les cases en y rentrant par franchissement d'un côté commun à deux cases et en ressortant chaque fois par le côté opposé au côté par lequel elle est rentrée. Elle peut aller aussi loin qu'elle veut et ne peut franchir une case occupée par une pièce ou un pion. Elle prend en se mettant à la place de la pièce adverse qu'elle a prise.
Par exemple, une tour placée en e3 pourra aller en e11 en passant par les cases e4-e9-e10.
Par contre, une tour placée en e3 ne pourra pas aller en k9 en passant par les cases e4-e9-i9-j9 car en passant par la case e9, elle n'est pas ressortie de cette case par un côté opposé à celui où elle était rentrée.

### Déplacement du fou

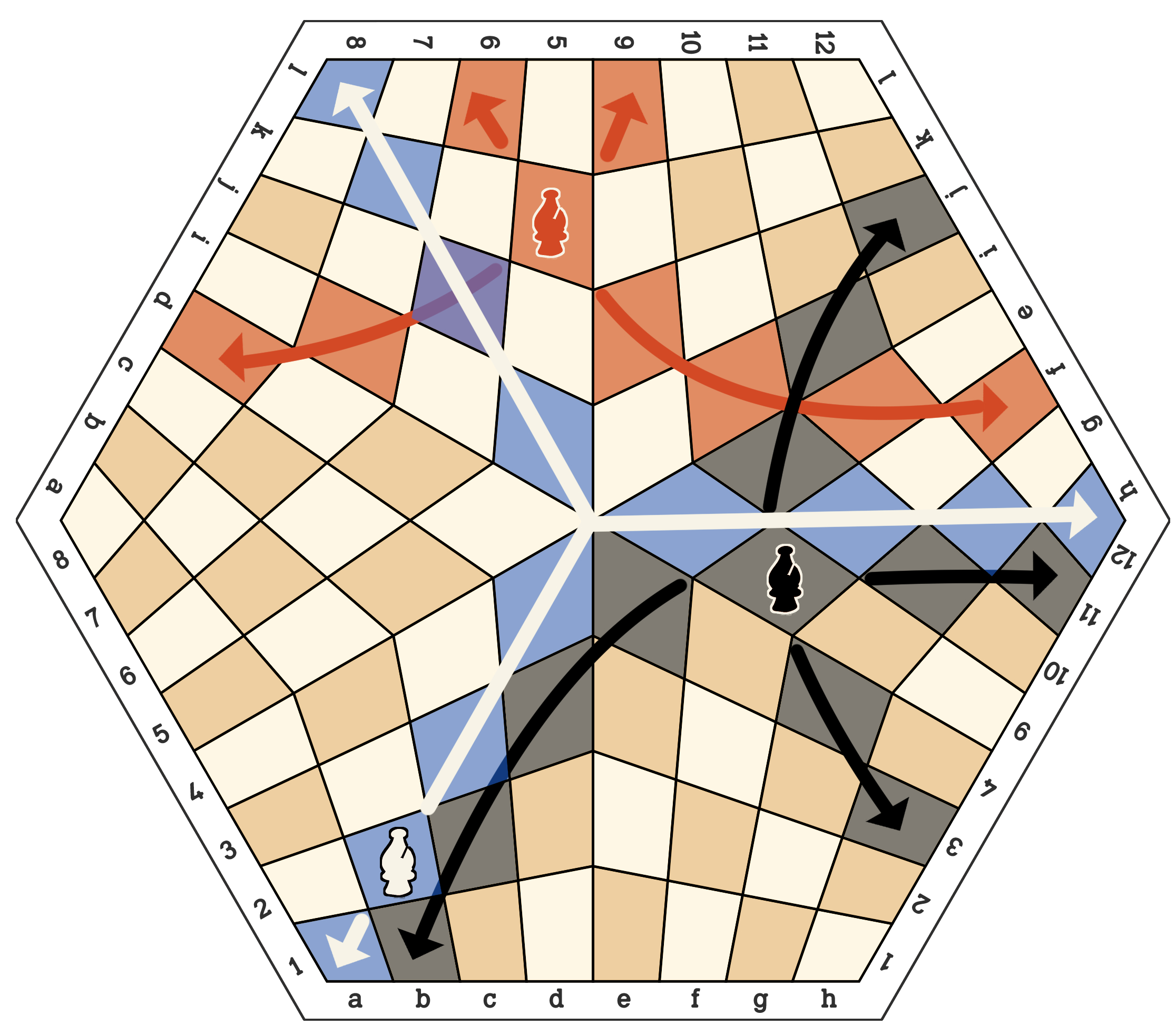
Possibilités de déplacement des fous selon leur position

Le fou traverse les cases en y rentrant par un sommet et en ressortant par le sommet opposé. Chaque case franchie doit avoir la même couleur que la précédente. Il peut aller aussi loin qu'il veut et ne peut franchir une case occupée par une pièce ou un pion. Il prend en se mettant à la place de la pièce adverse qu'il a prise.
Par rapport au jeu d'échecs classique, on remarque une particularité intéressante : c’est qu'après le franchissement d'une case centrale il peut y avoir un choix entre deux directions possibles, car le sommet d'une case centrale correspondant au centre de l'échiquier est en contact avec le sommet de deux cases ayant la même couleur.
Par exemple, un fou placé en c3 pourrait aller en g11 en passant par les cases d4-e9-f10.
Ce même fou placé en c3 peut également aller en l8 en passant par les cases d4-i5-j6-k7.
Par contre, ce même fou placé en c3 ne pourra pas aller en k11 en passant par les cases d4-i9-j10 car les cases d4 et i9 ne sont pas de la même couleur.

### Déplacement de la dame

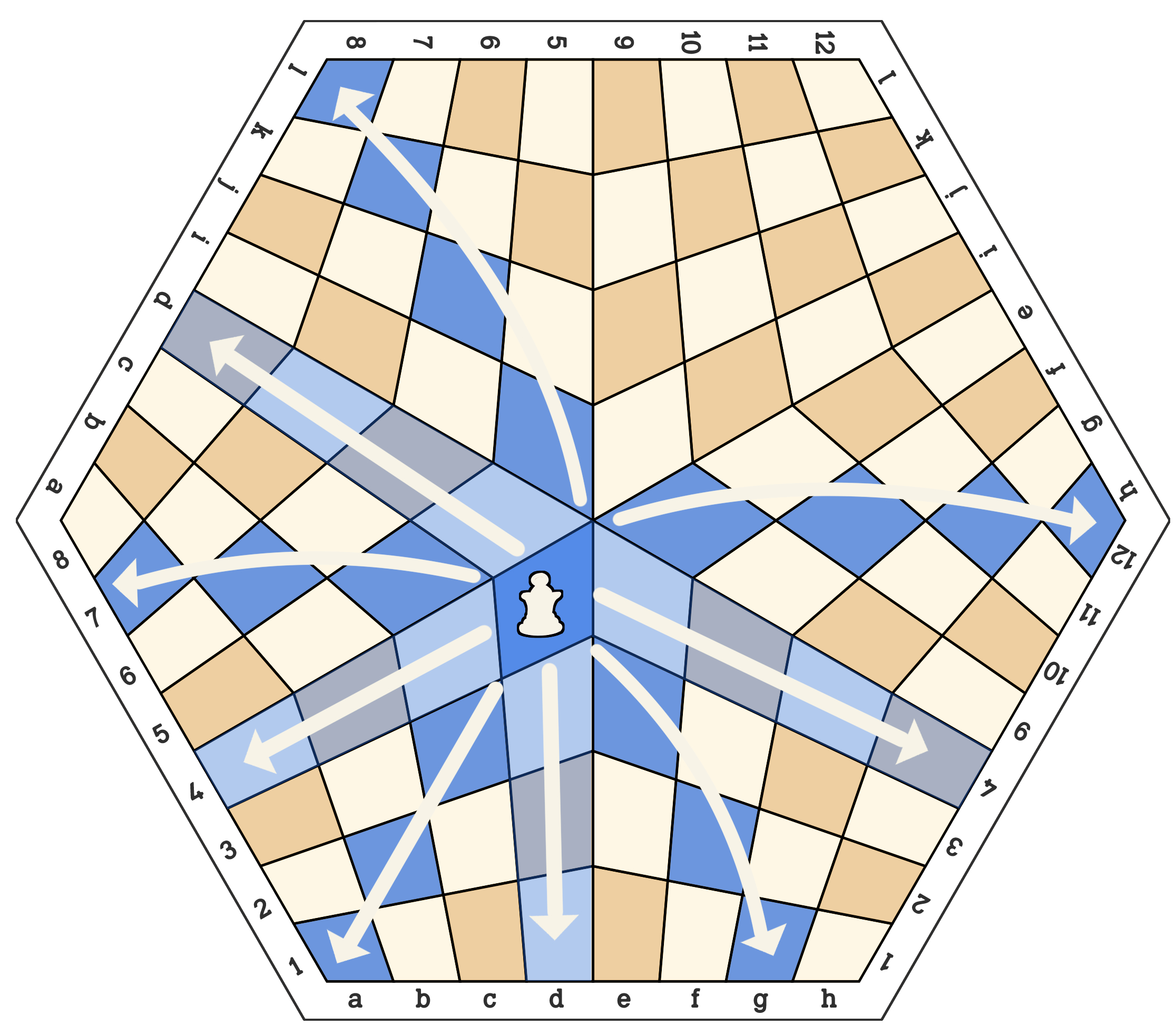
Possibilités de déplacement de la reine selon sa position

La dame se déplace soit en suivant les règles de déplacement d’une tour, soit en suivant les règles de déplacement d’un fou.

### Déplacement du roi

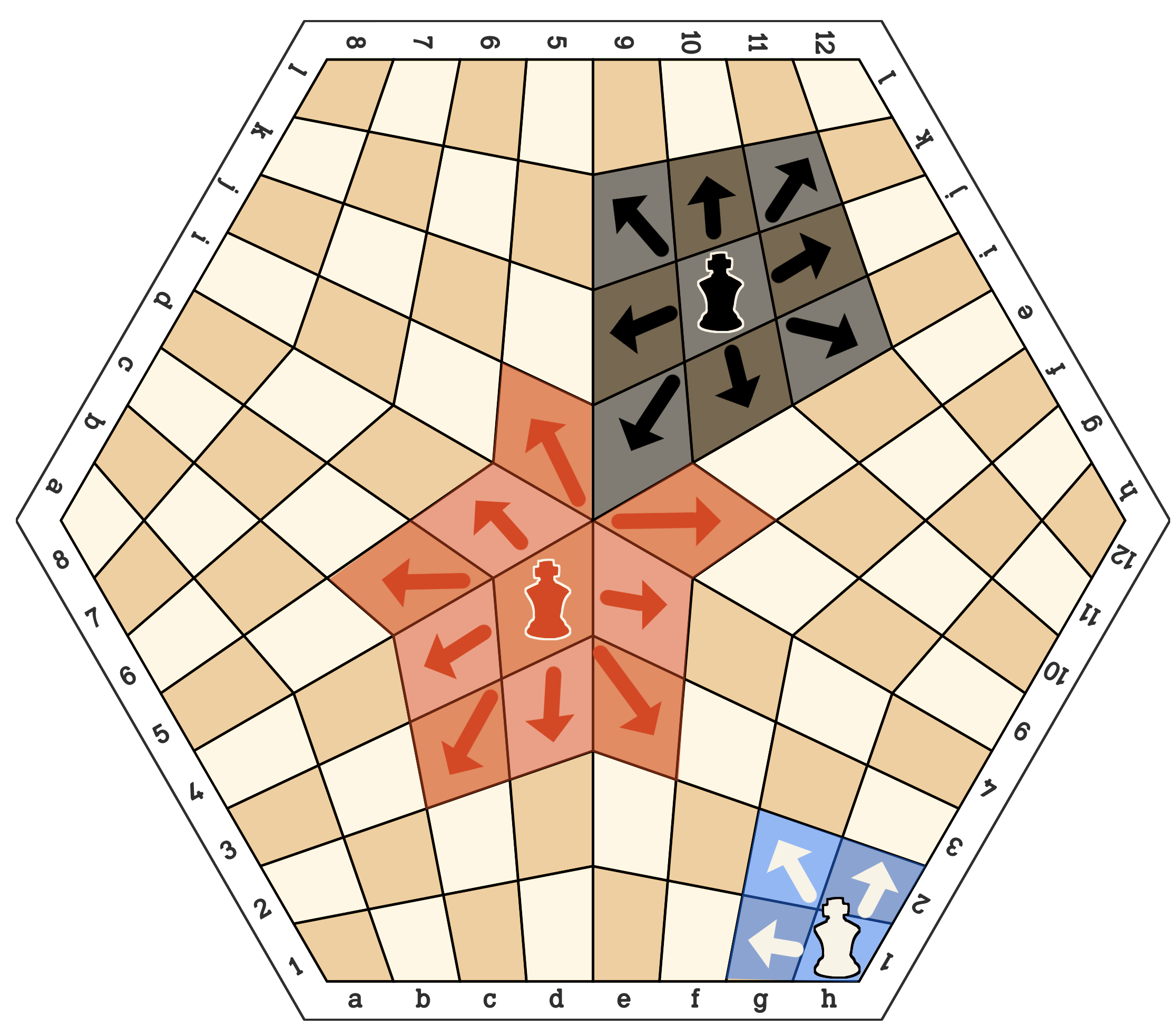
Possibilités de déplacement des rois selon leur position

Le déplacement du roi est similaire au déplacement d’une reine, mais limité à une seule case par coup.

### Déplacement du cavalier

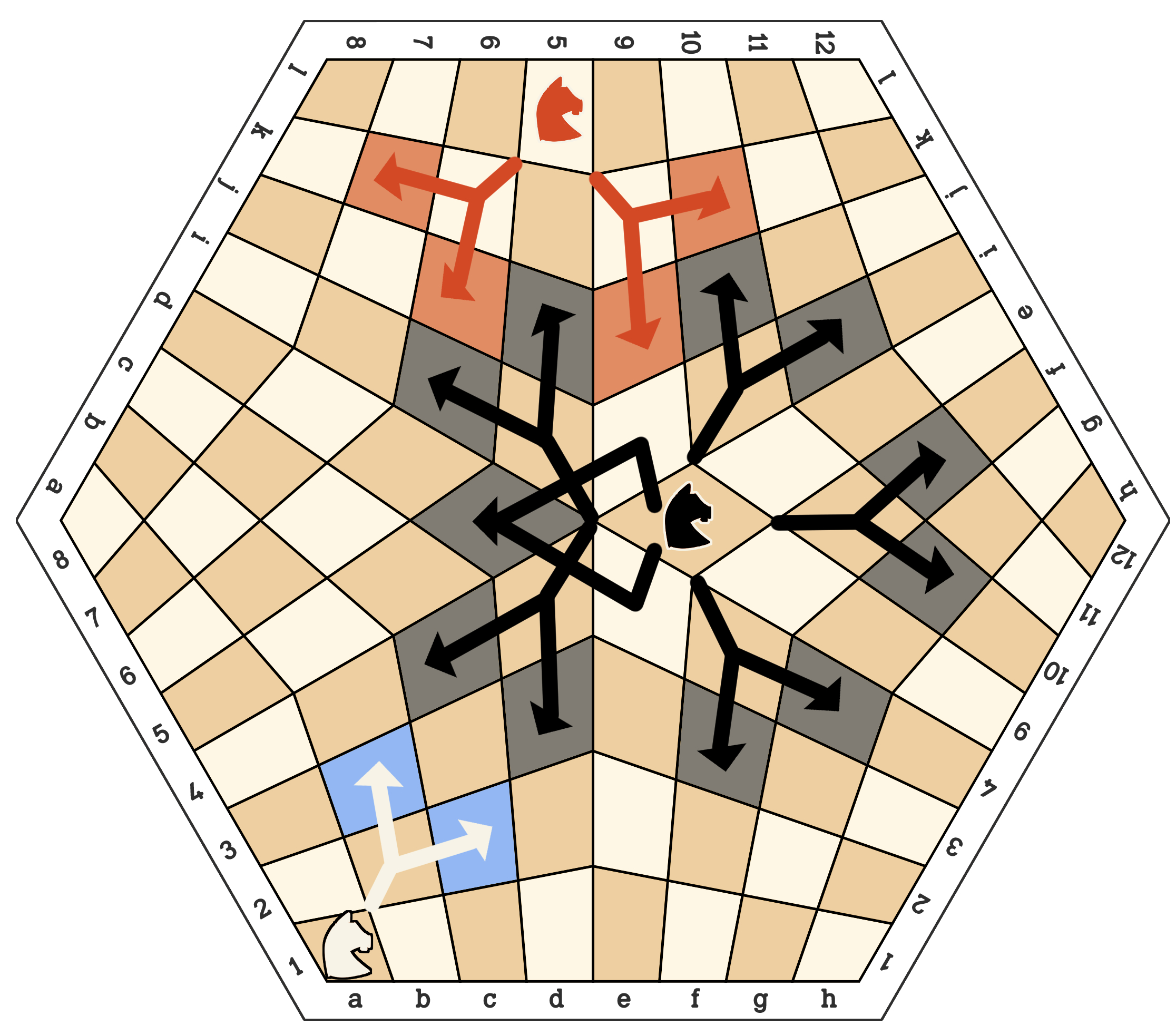
Possibilités de déplacement des cavaliers selon leur position

Le cavalier se déplace en effectuant un coup conformément à la règle de déplacement de la tour et un coup conformément à la règle de déplacement d'un fou en s’éloignant de la case d’origine. L’ordre « tour—fou » ou « fou—tour » n’a pas d'importance. La case d'arrivée ne doit pas avoir un côté commun avec la case de départ (donc le mouvement doit se faire en s’éloignant de la case de départ). Par contre, la case d'arrivée peut parfois avoir un sommet commun avec la case de départ (une situation qui ne peut se produire qu’au centre de l’échiquier).
On remarquera que la couleur de la case d'arrivée sera toujours différente de la couleur de la case de départ, tout comme dans le jeu traditionnel. De même, la présence d’une pièce ou d’un pion sur la case franchie entre la case de départ et d’arrivée n'entravera pas la marche du cavalier. La prise se fait donc seulement sur la case d’arrivée.
Un cavalier peut arriver à contrôler simultanément jusqu’à onze cases s’il se trouve sur une case centrale.
Par exemple, un cavalier placé en e9 contrôlera simultanément les cases c4, d3, f3, g4, g10, f11, i11, j10, j5, i6 et d5.
Le plus étonnant pour les habitués du jeu traditionnel est l'arrivée sur la case d5, alors que pourtant la règle de déplacement du cavalier est respectée. On arrive bien sur la case d5 en effectuant un coup de fou et un coup de tour, et les cases e9 et d5 n’ont qu’un sommet en commun (mais aucun côté commun).

### Déplacement du pion

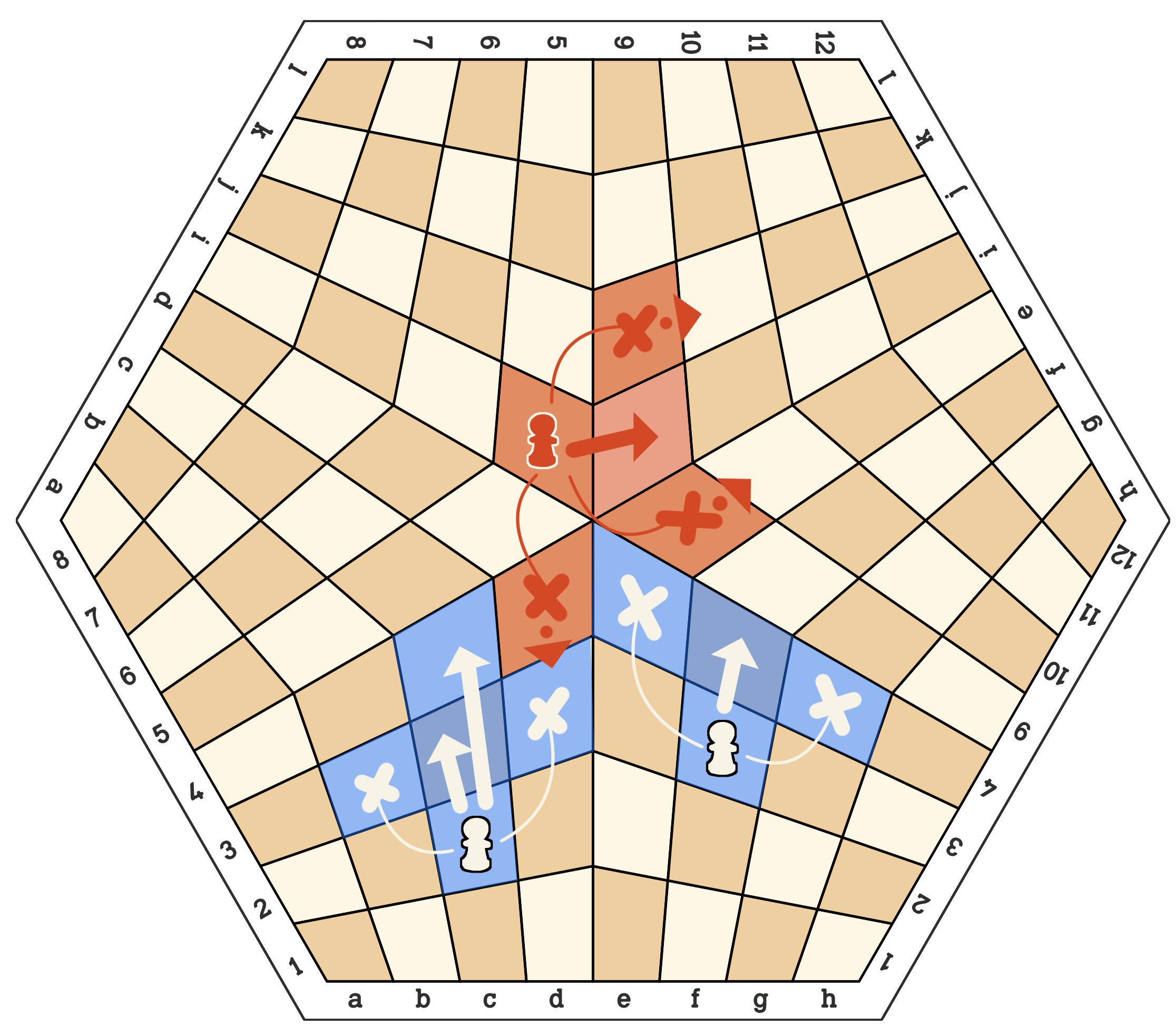
Possibilités de déplacement ou prise des pions selon leur position

Le pion, comme dans le jeu traditionnel, avance d'une case à chaque coup et peut avancer de deux cases s’il se trouve sur sa case de départ. Comme dans le jeu traditionnel, il ne peut pas prendre un pion ou une pièce placée devant lui dans le sens de sa marche, mais peut prendre un pion ou une pièce placée sur les deux colonnes adjacentes, en avant, en avançant d'une case selon la règle de déplacement d'un fou. Bref, rien de changé par rapport au jeu traditionnel. Arrivé en bout de colonne, il peut effectuer sa promotion et être remplacé par une pièce de son choix (à l’exception évidemment d’un roi).
En l'absence de prise, nous remarquons que les quatre pions de droite sont destinés à faire leur promotion dans le camp adverse situé à leur droite et les quatre pions de gauche destinés à effectuer leur promotion dans celui de gauche. La destination de la promotion peut cependant changer si, au cours de sa marche, le pion prend un pion ou une pièce.
Tout au long de sa marche, nous voyons que le pion contrôle deux cases sauf quand il se trouve sur une case centrale (où il en contrôle trois).

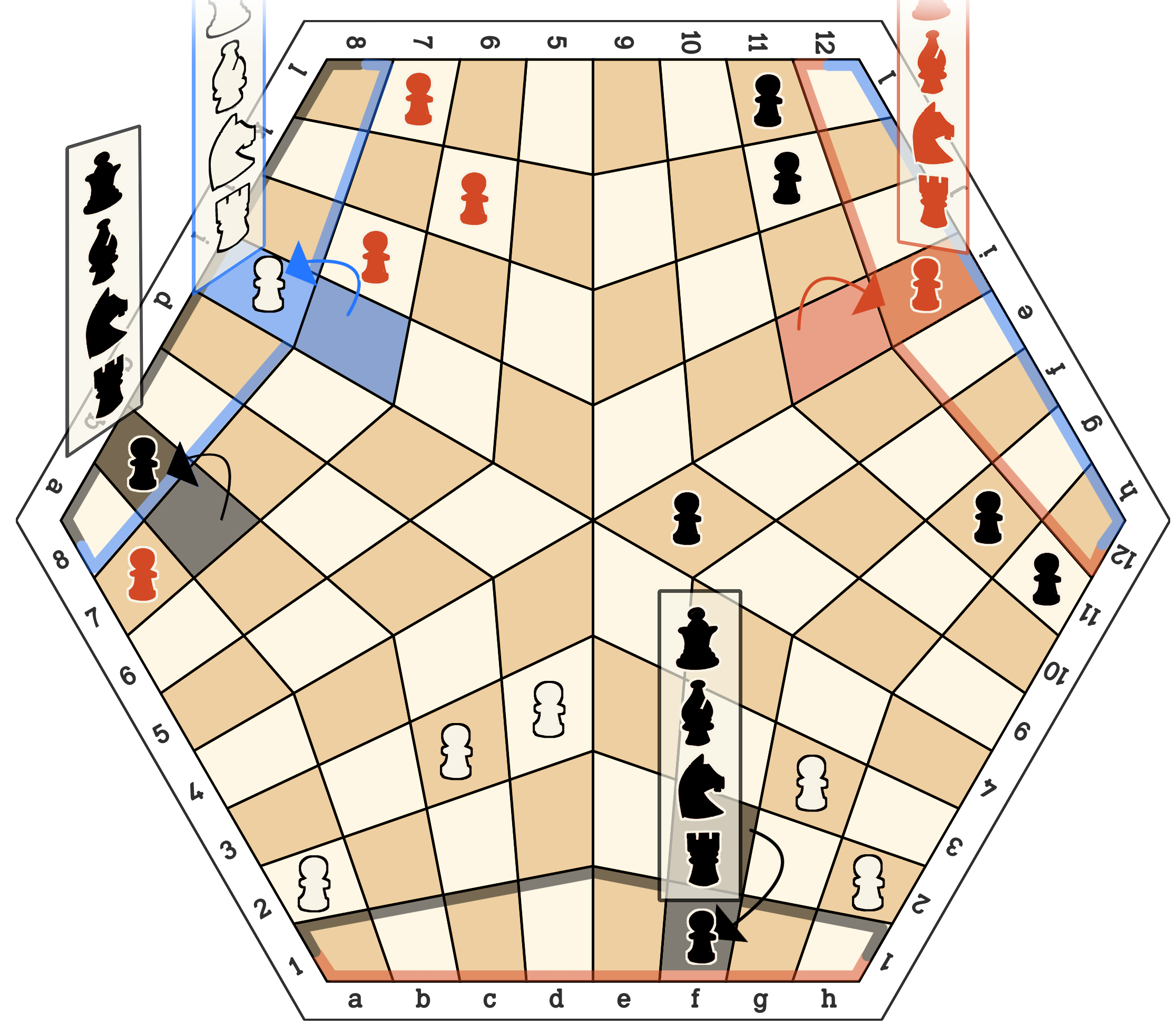
Possibilités de promotion des pions selon leur position

Par exemple le pion qui se trouve sur la case e2 en début de jeu, s'il ne fait aucune prise, est destiné à parcourir les cases e2-e3-e4-e9-e10-e11-e12. Mais arrivé à la case e4, il a la possibilité de prendre un pion ou une pièce sur les trois cases f9, d5 ou i9. S’il prend sur la case d5, il poursuivra ensuite sa course sur les cases d6-d7-d8 (sauf nouvelle prise) et s’il prend sur la case i9, il poursuivra sa course sur les cases i10-i11-i12 (s’il n’y a plus d’autres prises).

### Autres règles
Toutes les règles du jeu traditionnel qui ne sont pas affectée par la topologie de l'échiquier sont conservées sans modification (roque, prise en passant, échec, etc.). Le but du jeu est, pour chacun des joueurs, de mettre en position d’échec et mat un des deux rois adverses.

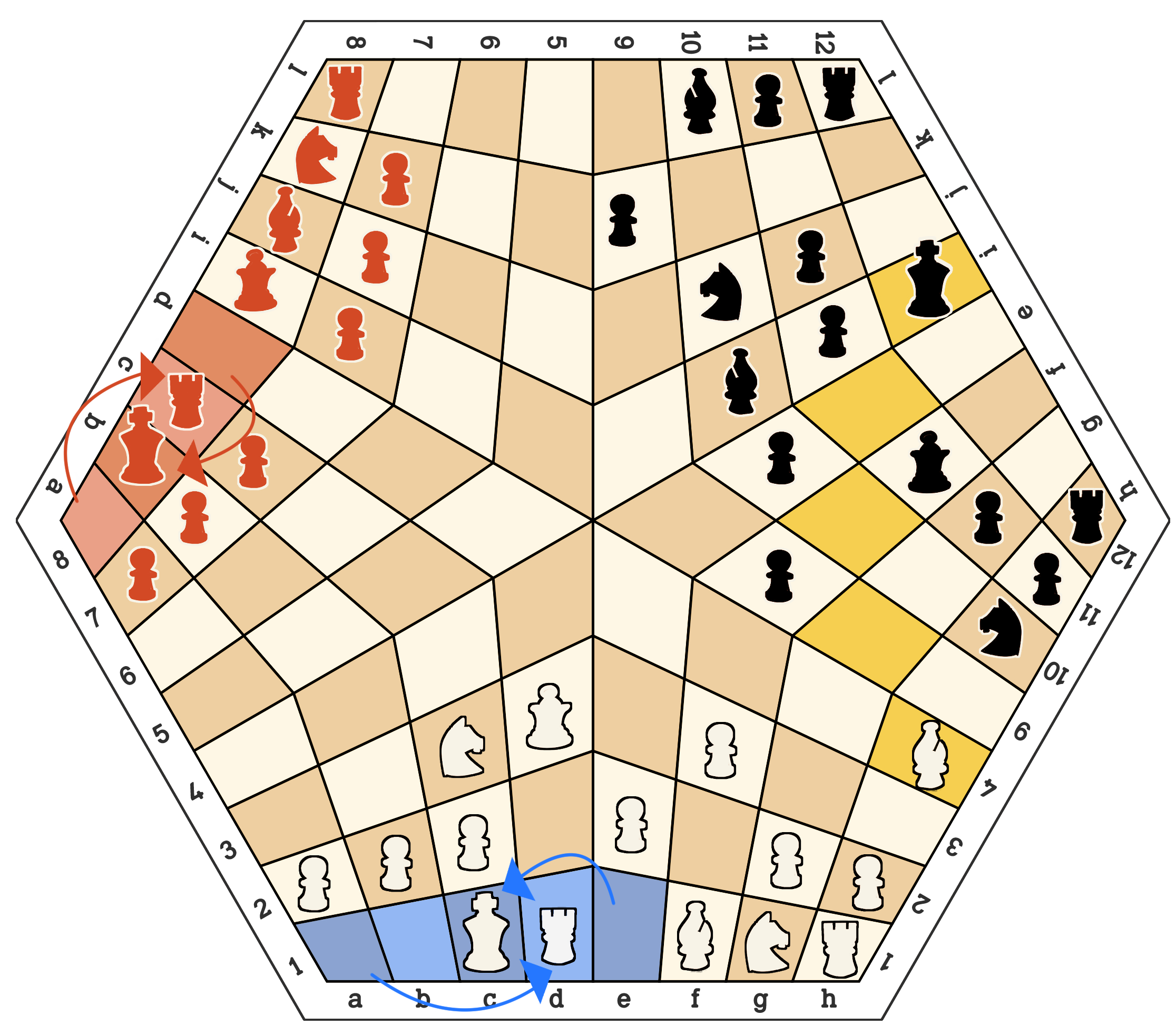
Possibilités de roque selon les positions initiales roi et tour sans menace

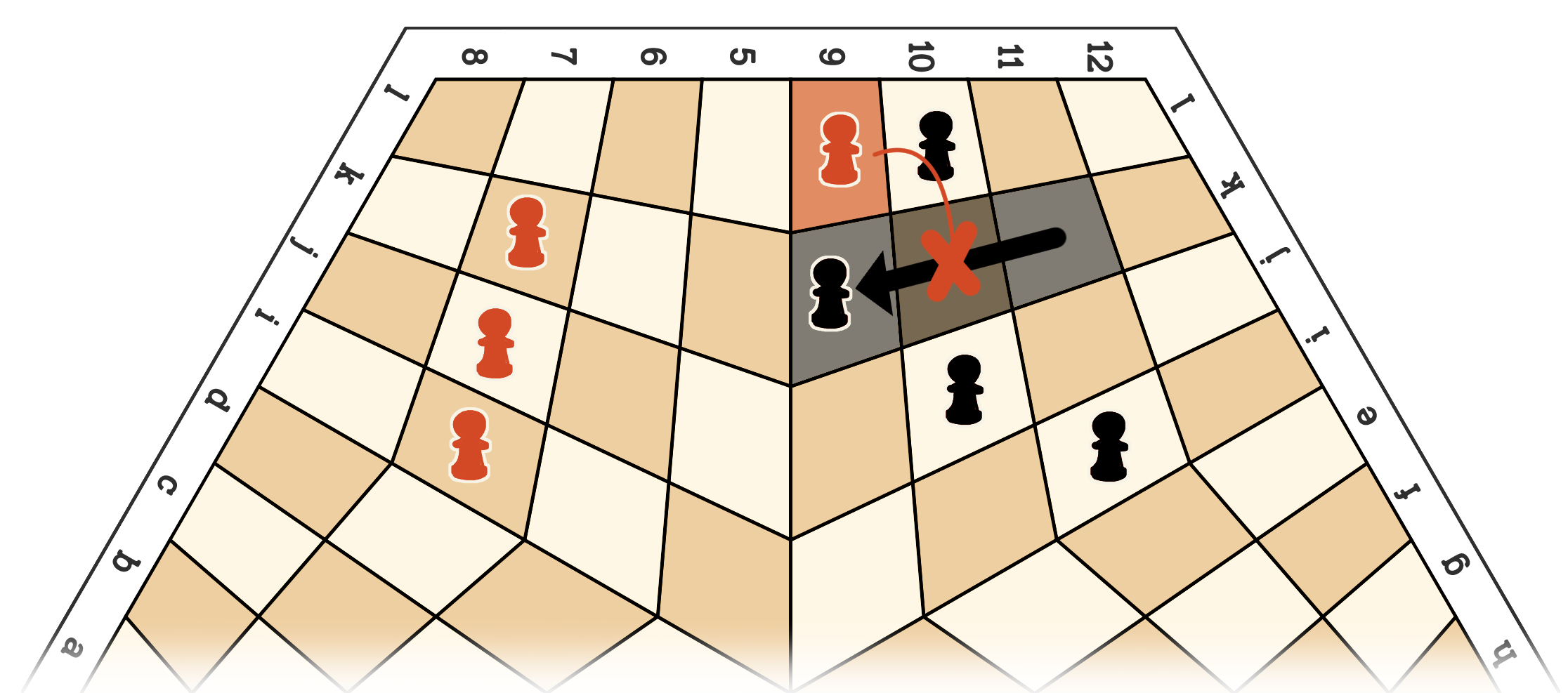
Possibilités de prise en passant des pions selon leur position et déplacement

Par conséquent, pour chaque partie, nous aurons un gagnant et deux perdants (même celui non maté).  Ceci permet d’avoir une partie réellement à trois joueurs, beaucoup plus riche en stratégies et en suspenses, car si un joueur en domine un autre, soit le troisième tente d’en profiter pour le mater en premier, soit il doit se résigner à le défendre afin d’éviter qu’il se fasse mater. Ce n’est donc généralement pas une bonne stratégie d’attaquer à deux un joueur plus fort, mais il est préférable au contraire de défendre un joueur plus faible.
Il s’agit alors d’une véritable partie d’échecs à trois, et non plus qu’une addition de parties à deux.

## Stratégie
La stratégie habituelle doit totalement être repensée. Les joueurs débutants aux échecs Yalta, mais ayant l’habitude du jeu classique, commettent des erreurs à cause de réflexes acquis avec le jeu classique. Par exemple, dans le jeu d'échecs classique, un simple échange de pièces de même valeur ne porte souvent pas à conséquence car les forces en présence restent équilibrées. Au jeu d’échecs Yalta, deux joueurs qui échangent des pièces de mêmes valeurs (ou même de valeurs différentes) vont habituellement se placer en position d’infériorité par rapport au troisième joueur qui, lui, aura conservé plus de pièces.
Les combinaisons d’échanges doivent donc tenir compte des trois camps. Un joueur, qui trouverait une combinaison d’échange lui permettant d’avoir un avantage matériel par rapport à un des adversaires, pourrait devoir y renoncer si cette combinaison le laissait avec un désavantage matériel trop important face au troisième joueur.
La notion de double menaces devient beaucoup plus prépondérante que dans le jeu classique, car chaque joueur doit tenir compte en permanence du fait que deux joueurs jouent avant lui et peuvent chacun faire une menace. Par exemple si un joueur fait un échec au roi d'un autre joueur, le troisième joueur pourra en profiter pour prendre une pièce (même protégée) au joueur en situation d'échec puisque l'échec devra être paré en priorité.
On remarquera également qu’un joueur en situation de mat n’a pas encore perdu tant qu’il n’a pas encore le trait. Ceci donne donc une importance particulière à l’ordre du trait, puisque le joueur sur le point d’avoir le trait ne peut pas être sauvé par le 3e joueur en cas de mat, alors que ce dernier (n’ayant pas encore le trait) pourrait encore être sauvé par le joueur avant lui. Ce qui peut signifier que le seul coup légal soit de prévenir le mat d’un adversaire (possiblement en donnant à son roi une case de fuite, ou en sacrifiant du matériel) même si on serait soi-même en mesure de mater ce roi, car c’est le 1er joueur réalisant le mat qui gagne.
La stratégie tourne surtout entre la tentation de mater le joueur le plus vulnérable, ou de le défendre contre les attaques du 3e joueur si celui-ci risque de mater le premier.
Un joueur en situation précaire peut souvent utiliser cela à son avantage, en s’exposant volontairement à un adversaire pour mieux attaquer le 3e, si ce dernier ne peut pas le contre-attaquer sans s’assurer d’une défaite certaine (puisque les deux joueurs perdront solidairement si le 1er joueur se fait mater par le 2e). Ainsi, le 3e joueur pourrait se retrouver dans la situation incongrue de devoir protéger le flanc du 1er joueur alors même que ce dernier l’attaque.
Dans ce genre de situations le 2e joueur aura souvent l'avantage, s’il n’est pas en mesure de forcer le mat en premier, d’économiser des forces et de faire en sorte que ses deux adversaires s’épuisent l’un et l’autre, par exemple en jouant des coups de préparation pour une attaque future au lieu de continuer immédiatement son attaque, ou encore au contraire en maintenant la pression sur le joueur le plus vulnérable, ne laissant donc pas le temps au 3e joueur de se défendre contre le 1er joueur, qui est pourtant le plus faible. Ce dernier aura cependant avantage à ne pas trop affaiblir le 2e joueur, à moins d’avoir une attaque permettant de mater en premier, car sinon le 2e joueur pourrait être forcé de cesser de le défendre afin d’assurer sa propre défense, quitte à laisser la voie ouverte au 3e joueur.